# Санта Мария да Фейра
Санта Мария да Фейра (на португалски: Santa Maria da Feira) е град в Португалия. Административен център на община Санта Мария да Фейра. Разположен е в окръг Авейру, Северен регион. Населението на града според преброяването през 2021 г. е 39 576 жители.
Санта Мария да Фейра е разположен 30 км южно от град Порто. В града има замък със същото име, който от 1910 г. е в включен в списъка с националните паметници на Португалия.

## Население
Численост на населението според преброяванията:
- 2001 – 11 040 жители
- 2011 – 18 194 жители
- 2021 – 39 576 жители

## Побратимени градове
Побратимени градове на Санта Мария да Фейра:
1. Жуе ле Тур, Франция (от 1989 г.)
2. Търговище, България (от 2002 г.)
3. Катио, Гвинея-Бисау (от 2006 г.)
4. Кенитра, Мароко (от 2013 г.)